# 花ざかりの森
『花ざかりの森』（はなざかりのもり）は、三島由紀夫の短編小説（中編小説とみなされることもある）。全5章から成る。三島が16歳の時に執筆した作品で、校外の全国同人誌に掲載され、公に出版された初めての小説である。話者である「わたし」の祖先をめぐる4つの挿話から成り、一貫したストーリーというものはなく、祖先への強い憧れとアンニュイな雰囲気が漂う追憶と観念的な挿話が断片的に織りなされている詩的な作品である。最後の文章は澄んだ「静謐」を描いていて、三島の遺作『豊饒の海』のラストを思わせるような終り方となっている。
エピグラフに、シャルル・クロスの『小唄』の「かの女は森の花ざかりに死んでいつた、かの女は余所にもつと青い森があると知つてゐた」（訳：堀口大學）が使われている。「花ざかりの森」という題名もこの詩からとられたもので、「内部的な超自然な〈憧れ〉というものの象徴」を意図している。

## 発表経過
1941年（昭和16年）、雑誌『文藝文化』9月号から12月号に掲載された。同誌の同人で学習院の三島の恩師でもあった清水文雄がつけた「三島由紀夫」名で発表された。
同誌の同人らと懇意だった伊東静雄が富士正晴に出版を勧め、富士が七丈書院（のち筑摩書房へ統合）の渡辺新（八木新）に持ち掛けた。三島は序文を伊東に依頼したが断られる。単行本は戦争中の1944年（昭和19年）10月15日に七丈書院より、処女短編集『花ざかりの森』として刊行された。同書には他に4編の短編（「みのもの月」、「世々に残さん」、「苧菟と瑪耶」、「祈りの日記」）と「跋に代へて」が収録された。文庫版は、1968年（昭和43年）9月15日に新潮文庫より刊行の『花ざかりの森・憂国――自選短編集』に収録された。
翻訳は、イタリア語（伊題：La foresta in fiore）、中国語（中題：繁花盛開的森林 または鮮花盛時的森林）で行われている。

## あらすじ
この土地へ来てから、「わたし」は過去への郷愁から、よく追想するようになった。「わたし」はときどき、遠くの池のベンチなどで、微笑し佇んでいる「祖先」と邂逅する。人は「祖先」という言葉から紋付袴をつけた老人を想像しがちだが、そういった場合はごく稀で、「その人」は、背広を着た青年や、若い女であったりする。「その親しい人」はみな申し合わせたように地味な目立たない身なりをし、快活に走るように、ある距離まで「わたし」に近づいてくると、魚が「水の青み」に溶け入るように木漏れ日に融けて紛れてしまうのが常だった。
「わたし」は自身の生まれた家を追想する。祖母、母、父、そして、憧れである祖先たちから自分へと川のように続く「一つの黙契」に思いを馳せる。川はどこの部分が川というのではなく、流れていることに川の永遠の意味があり、憧れはあるところで潜み、隠れているが死んでいるのではなかった。祖母と母においては、川は地下を流れ、父においては、せせらぎになった。「わたし」において、それが「滔々とした大川にならないで何になろう、綾織るもののように、神の祝唄（ほぎうた）のように」と「わたし」は考える。
死んだ祖母の持ち物から、熙明夫人の日記が見つかった。彼女もまた「わたし」の祖先である。夫人の日記を見ると、彼女はある夏の日に、百合の叢のあいだにきらきら光る白いものを見ていた。それは一度見たことのあるような女人であった。そしてその胸には夫人の母が身につけ、今は自分が付けている十字架が光っていた。それから半年後、熙明夫人は亡くなった。
平安末期、ある女人が情夫の殿上人へ捧げた物語がある。その殿上人も、「わたし」の遠い祖先の1人だった。女人には幼なじみの寺の坊主がいたが、この男は煩悩が捨てきれず、彼女にたびたび手紙をよこした。彼女は殿上人のつれなさや当てつけから、その幼なじみの坊主へ心を傾ける。そんな経緯から女人の物語は綴られていた。修行僧の坊主は女人と都を出奔し、ふるさとの紀伊にやって来た。しかし女はひとり海辺に立ってから気が変り、密かに男から逃れて京の都へ戻り尼になった。女は、「海への怖れは憧れの変形ではあるまいか」などと書き記していた。
「わたし」は1枚の写真を見る。それは「わたし」の祖母の叔母である。彼女は幼い頃から海に憧れていた。そして、いつの頃からか彼女の死んだ兄が言っていた「海なんて、どこまで行ったってありはしないのだ。たとい海へ行ったところでないかもしれぬ」という言葉の意味がわかるようにもなってきたが、海を見ることは変らずに好きだった。彼女は伯爵である夫が死んだのち、或る豪商に求められ再婚した。南の海で仕事をしていた豪商は、東京で住いを営みたいと考えたが、彼女の強い希望で夫婦は南の海の島で暮らすことになった。しかし、島での生活に彼女の憧れは満たされることなく、まもなくこの夫と別れて帰国した。そして彼女は純和風な家を建て死ぬまでの40年間、独り身の尼のように暮した。
老いた彼女は客人（まろうど、稀人）が来ると庭に案内した。竹林を抜けた高台に立つと、そこから海も見えた。毅然と立つ白髪の彼女の顔は涙ぐんでいるのか祈っているのか判らず、客人は、樫の高みが風にさあーっと揺れた瞬間に覗かれた眩ゆく白い空を見た。その時、客人は故知らぬ不安で、「死にとなり合わせ」のような感覚を味わったかもしれない。それは、回転する独楽（こま）が極まって澄むような静謐、生（いのち）の極み、いわば「死に似た静謐」と隣り合わせに感じたかもしれない。

## 作風・構成
執筆当時16歳であった平岡公威（三島由紀夫の本名）は、リルケや日本浪曼派の影響を受けており、『花ざかりの森』の作風にも、それが表れている。
『花ざかりの森』は、「序の巻」「その一」「その二」「その三（上）」「その三（下）」の5章から成っているが、「序の巻」は、いわば『置浄瑠璃』のようなもので、荘重で〈全編の意味の解明といふやうな効果〉を意図し、「その一」の章は現代、「その二」は準古代（中世）、「その三」は古代と近代という三部に分かれ、〈主人公の系図（憧れの系図）〉に基づいて構成されていると、当時の平岡公威は自作を説明している。
また、〈古代、中世、近代、現代の照応の為、「海」をライト・モチイフに使ひ、「蜂」を血統の栄枯〉にやや関係させているとし、「その一」の後段で、この作品が〈「貴族的なるもの」への復古と、それの「あり方」を示すものであること〉を主張させていると説明している。
なお、28歳時に三島は当時の自身を振り返り、〈自分の小説家としての生ひ立ちが、小説家の目ざめよりもはるかに早く、物語作者の目ざめからはじまつてゐた〉としている。

## 処女出版の背景

### ペンネーム「三島由紀夫」
当時、学習院中等科に通っていた平岡公威は文芸部に所属し、学内の『輔仁会雑誌』に詩や小説を載せ、その作品群は先輩（東文彦、坊城俊民）からも注目され、一目置かれていた存在であった。1941年（昭和16年）7月に公威は「花ざかりの森」を書き上げ、東文彦に送って感想・評価を求めたりしていた。
国語教師で、同人雑誌『文藝文化』の一員でもあった清水文雄は、公威から渡された「花ざかりの森」に深く感銘し、1941年（昭和16年）夏、伊豆の修善寺での『文藝文化』編集会議で同人（蓮田善明、池田勉、栗山理一）らに、その原稿を見せた。彼らは「天才」が現われたと言って雑誌掲載を一決した。雑誌掲載にあたり、当時まだ平岡公威が学習院の中学生であったことや、公威の文学活動を大反対していた父親・平岡梓の思惑などを憂慮し、清水文雄と同人たちは筆名（ペンネーム）での作品発表を提案した。
清水は、「今しばらく平岡公威の実名を伏せて、その成長を静かに見守っていたい― というのが、期せずして一致した同人の意向であった」と、修善寺での同人誌合宿会議を回想している。当時、父・平岡梓は、文学をする者を「亡国の民」と呼び、息子・公威の文学活動に大反対していたため、公威は雑誌掲載や自費出版などいう言葉さえ、父・梓の前で口に出せるものではなかった。
清水の回想によるとペンネームの由来は、「三島」を通ってきたこと、富士山を見ての連想から「ゆき」という名前が浮かんだことが「三島由紀夫」に繋がったという。帰京した清水からペンネームを提案された公威は、一旦は本名を使うことを主張したが師の提案を受け入れて、伊藤左千夫のような万葉風の名前がよいと、「三島由紀雄」と書いた。そして、「雄」は「夫」がよいとの清水の助言を得て、「三島由紀夫」となった。
なお、これまで行方が分からなかった三島直筆の元原稿が2016年（平成28年）9月、熊本市の蓮田家（蓮田善明の長男・晶一の家）から発見された。発見された400字詰めの直筆原稿は紐で閉じられ56枚あったが、4部構成のうちの最後の1部は欠落している。冒頭の著名は「平岡公威」を2本線で消して「三島由紀夫」に書き直してあり、ペンネーム誕生の経緯を物語る貴重な資料発見となった。ちなみに、この他3篇（随筆「壽」11枚、「みのもの月」43枚、「世々に残さん」105枚）の原稿も同時に発見された。

### 戦時下の刊行
『文藝文化』に掲載された「花ざかりの森」を読んでいた富士正晴が、1943年（昭和18年）8月、出版の労をとってもよいとエッセイ「林富士馬の詩」に書いた。これは、公威の作品集出版計画を伊東静雄と相談していた蓮田善明が、伊東から京都に住む富士正晴を紹介され、新人「三島由紀夫」に興味を持っていた富士も乗り気になったことだった。
蓮田善明は公威に、「京都の詩友富士正晴氏が、あなたの小説の本を然るべき書店より出版することに熱心に考へられ目当てある由、もしよろしければ同氏の好意をうけられたく」と葉書を送った。しかし戦況が激しい時勢での出版統制と紙不足などで、すんなりと事は進まず、1944年（昭和19年）4月にやっと日本出版会から出版の正式許可が下りた。蓮田善明は、陸軍中尉としてすでにその前年に召集され戦地に赴いていた。
19歳の公威も1944年（昭和19年）5月に徴兵検査を受け、第2乙種合格となった。やがて来る「死」を覚悟した公威は、その前に『花ざかりの森』を〈この世の形見〉として処女出版することに一層熱意を傾け、徴兵検査の帰途に尊敬していた詩人の伊東静雄宅を訪れ、序文を願い出た（結果的には断れ、序文は諦めた）。空襲で印刷所が焼けてしまう心配もあったが、10月に無事に見本1冊が届き、それを入隊していく友人の三谷信に上野駅で本を献呈した。その後本が増刷され、11月11日に中華料理店・雨月荘で、清水文雄、栗山理一、林富士馬、母・倭文重、友人で装幀を担当した德川義恭、七丈書院社長の渡辺新が出席するささやかな出版記念会が開かれた。この店は父・梓の知り合いで、それまで息子の文学に大反対していた父が出費した会だった。
刊行された『花ざかりの森』を、まだ三島の存在を知らない芥川比呂志や吉本隆明が買って読み、文学青年たちの間に、学習院出身で早熟な天才が現れたという噂が流れた。秋山駿も「これがあの早熟の才能ある者が書いたのかと、あちらこちらの本屋を見てまわった」と当時を回顧している。
富士正晴の尽力で戦時中にもかかわらず、なんとか単行本刊行ができたことについて三島は、「それは氏の無償の行為であつて、何のゆかりもない私に、急にさうして、思ひがけない機会を与へてくれた氏の厚意」だったと述べ、「いつまでも何か明るい愉しい、ふしぎな思い出」となっていると語っている。また戦況が激しく、紙不足の難儀な中の印刷状況に触れながら以下のように述懐している。

## 作品評価・研究
学習院の国語教師で、同人雑誌『文藝文化』の一員であった清水文雄は、教え子の平岡公威（三島由紀夫の本名）から渡された『花ざかりの森』を初めて読んだ時の感動を、「私の内にそれまで眠っていたものが、はげしく呼びさまされる実感を味わった」と表現している。同じく『文藝文化』の同人で、『花ざかりの森』に感動した蓮田善明も、少年・三島の将来に期待をかけて次のように賛辞を呈した。
なお、この上記の蓮田の言葉は、その後の三島の作家活動や運命にまで影響を及ぼし、三島死後の数多くの三島論で、それを示唆するものとして引用されている。
田中美代子は、『豊饒の海』のラストによく似た『花ざかりの森』の大団円は、また「エピグラフに絡ってゆく」と指摘し、「〈かの女は森の花ざかりに死んで行った〉、なぜなら、〈かの女は余所にもっと青い森のあることを知っていた〉から」だとして、エピグラフの言葉と、ラストから想起されるものについて、「読者はここに展開された花ざかりの森が一場の幻であったことを知るのである。それはあたかも女性コーラスによる海への賛歌であり、また葬送曲であるようにも思われる。それは、静謐、その心設けだったのだろうか」と論考している。
野口武彦は、『花ざかりの森』で三島文学の〈海〉の「二重性」が先取りされているとし、〈海〉は「憧憬そのもののメタファア」であり、また同時に「憧憬を否定するイロニイ」でもあると指摘している。また、日本浪曼派などの影響を受けた三島を「ロマン主義者」と規定して、そのロマン主義的傾向を論考しながら、「ロマン主義文学ははじめから挫折を約束させられている文学」であり、「この到達不可能な高みをめざす魂の飛行をわれわれは〈憧憬〉と呼ぶ」として、『花ざかりの森』には、成就不可能と知りながら憧れずにはいられないという「両極の間を揺曳するいわば魂の振幅」の構造が備わっていると解説している。
この野口の論に対して小埜裕二は、「憧れの成就の永続的把握が不可能であるという意味においては正しい」としながらも、それだけでは『花ざかりの森』を十分に把握したことにはならないとしている。小埜は『花ざかりの森』を、〈憧れ〉が成就した「一瞬間を梃子」にして、「ロマン主義の現世における不可能を可能とすることに挑んだ物語」であるとし、〈憧れ〉が成就された一瞬は、「〈追憶〉のなかで生死を超える新たな認識へと変化していく」と考察している。そして物語の登場人物である「煕明夫人、平安朝の女、祖母の叔母」の3人の女は、「祖先に会いたい、海を見たいといった純粋体験を求める」憧れを持った主体であって、〈愛〉や〈献身〉などの「純粋体験」ともいうべき出来事は、「〈追憶〉されることによってはじめて理解される」と解説している。

## おもな収録刊行本

### 単行本
- 『花ざかりの森』（七丈書院、1944年10月15日） NCID BA38760328
  - A5判。紙装。フランス装カバー。本文用紙に和紙使用（若干数の洋紙刷本あり）。247頁
  - カバー装幀：德川義恭。白地に尾形光琳の躑躅図を模した扇面。見返しには水墨の山水。
  - 中扉裏に「清水文雄先生に献ぐ」と献辞あり。
奥付頁にある著作者略歴に「大正四年生」と誤植があり、訂正紙を貼付（ごく一部、三島自身が自筆で訂正したものがある）。
  - 収録作品：「花ざかりの森」「みのもの月」「世々に残さん」「苧菟と瑪耶」「祈りの日記」「跋に代へて」
  - ※ 初版4,000部が1週間で売り切れた[14][34][38]。
- 『花ざかりの森』（雲井書店、1951年8月15日）
  - 口絵写真1頁1葉（著者肖像）あり。
  - 収録作品：「花ざかりの森」「岬にての物語」「薔薇」「接吻」「伝説」「白鳥」「哲学」「ドルヂェル伯の舞踏会」「灯台」「愛の不安」
- 文庫版『花ざかりの森 他六篇』（角川文庫、1955年3月30日）
  - 解説：戸板康二
  - 収録作品：「彩絵硝子」「花ざかりの森」「みのもの月」「軽王子と衣通姫」「中世に於ける一殺人常習者の遺せる哲学的日記の抜萃」「中世」「岬にての物語」
- 文庫版『花ざかりの森・憂国――自選短編集』（新潮文庫、1968年9月15日。改版1992年3月20日。新版2020年11月1日）
  - 解説：三島由紀夫。口絵写真1頁1葉（映画『憂国』スチール）あり。新版解説：佐藤秀明
  - 収録作品：「花ざかりの森」「中世に於ける一殺人常習者の遺せる哲学的日記の抜萃」「遠乗会」「卵」「詩を書く少年」「海と夕焼」「新聞紙」「牡丹」「橋づくし」「女方」「百万円煎餅」「憂国」「月」
  - ※ のちにカバー改装。
- 『三島由紀夫十代作品集』（新潮社、1971年1月25日）
  - 装幀：池田浩彰。口絵写真1頁1葉（著者肖像）あり。
  - 収録作品：「彩絵硝子」「花ざかりの森」「苧菟と瑪耶」「玉刻春」「みのもの月」「世々に残さん」「祈りの日記」「中世に於ける一殺人常習者の遺せる哲学的日記の抜萃」
- 文庫版『近代浪漫派文庫42 三島由紀夫』（新学社、2007年7月）
  - カバー装幀画：パウル・クレー。
  - 収録作品：「十五歳詩集」「花ざかりの森」「橋づくし」「憂国」「三熊野詣」「卒塔婆小町」「太陽と鉄」「文化防衛論」
- 伊語版『La foresta in fiore』〈訳：Emanuele Ciccarella〉（Milano:Feltrinelli、1991年）
  - 収録作品：花ざかりの森（La foresta in fiore）、苧菟と瑪耶（Otto e Maya）、みのもの月（La luna sull'acqua）、世々に残さん（A future memoria）、祈りの日記（Diario di preghiere）、（Postfazione）

### 全集
- 『三島由紀夫全集1巻（小説I）』（新潮社、1975年1月25日）
  - 装幀：杉山寧。四六判。背革紙継ぎ装。貼函。
  - 月報：清水文雄「『花ざかりの森』をめぐって」。《評伝・三島由紀夫 21》佐伯彰一「伝記と評伝（その12）」。《同時代評から 21》虫明亜呂無「初期作品について（その2）」
  - 収録作品：「酸模」「座禅物語」「鈴鹿鈔」「暁鐘聖歌」「館」「彩絵硝子」「花ざかりの森」「苧菟と瑪耶」「みのもの月」「うたはあまねし」「玉刻春」「世々に残さん」「祈りの日記」「曼荼羅物語」「朝倉」「中世に於ける一殺人常習者の遺せる哲学的日記の抜萃」「中世」「エスガイの狩」「菖蒲前」「煙草」「贋ドン・ファン記」「岬にての物語」「恋と別離と」「軽王子と衣通姫」「夜の仕度」「鴉」
  - ※ 同一内容で豪華限定版（装幀：杉山寧。総革装。天金。緑革貼函。段ボール夫婦外函。A5変型版。本文2色刷）が1,000部あり。
- 『三島由紀夫短篇全集』〈上巻〉（新潮社、1987年11月20日）
  - 布装。セット機械函。四六判。2段組。
  - 収録作品：「酸模」から「女流立志伝」までの75篇。
- 『決定版 三島由紀夫全集15巻・短編1』（新潮社、2002年2月8日）
  - 装幀：新潮社装幀室。装画：柄澤齊。四六判。貼函。布クロス装。丸背。箔押し2色。
  - 月報：工藤正義「三島由紀夫の原稿用紙」。高橋悦二郎「三島由紀夫君の思い出」。［小説の創り方15］田中美代子「物語から心理小説へ」
  - 収録作品：「大空のお婆さん」「蛙のはりつけ」「熊蜂の家」「“水”の身の上話」「緑色の夜」「酸模」「座禅物語」「墓参帰り」「暁鐘聖歌」「春光」「鵲」「館」「心のかゞやき」「公園前」「鳥瞰図」「仔熊の話」「彩絵硝子」「でんしや」「幼年時」「花山院」「花ざかりの森」「苧菟と瑪耶」「青垣山の物語」「玉刻春」「みのもの月」「祈りの日記」